# Het gangstermeisje
Het gangstermeisje é um filme holandês de 1966, dirigido por Frans Weisz e estrelado por Pablo Graziosi e Kitty Courbois. O roteiro do filme é baseado no romance homônimo de Remco Campert, de 1965. No momento em que o roteiro foi escrito, o romance ainda não estava pronto.
O orçamento do filme foi de 600.000 florins. Nos Países Baixos, o filme arrecadou 150.000 florins em salas de cinema. Após a distribuição internacional, foi convertido um total de 4 milhões de florins. Foi nomeado ao Festival Internacional de Cinema de Berlim 1967, na categoria de melhor filme.

## Enredo
Um jovem escritor popular não consegue decidir em que direção sua vida deve seguir. Ele deve ficar em casa com sua esposa e sua máquina de escrever ou viajar para uma cidade italiana centrada no cinema. Ele fica na casa de dois amigos gays enquanto tenta descobrir isso.

## Elenco
- Paolo Graziosi como Wessel Franken
- Kitty Courbois como Karen
- Gian Maria Volontè como Jascha
- Astrid Weyman
- Dub Dubois
- Joop van Den Hulzen
- Walter Koussouris
- Maurice Vrijdag